# Kurt Ranke
Pour les articles homonymes, voir Ranke.
Kurt Ranke, né le 14 avril 1908 à Blankenburg am Harz, mort le 6 juin 1985 à Stadensen (de) dans l'arrondissement d'Uelzen, est un germaniste et folkloriste allemand.

## Biographie
Kurt Ranke a contribué à introduire une dimension fonctionnelle psychologique dans la théorie du genre folkloristique. Il a lancé la revue internationale Fabula, et également initié et contribué au projet de l'Encyclopédie du conte (Enzyklopädie des Märchens) en 15 volumes, parus de 1975 à 2015.
Il a été membre du NSDAP (le parti nazi) de 1932 à 1945, et n'a été réadmis qu'en 1948, après dénazification, dans l'enseignement public.[réf. souhaitée]
Il a été président fondateur de l'ISFNR (de) (International Society for Folk Narrative Research, Société Internationale pour l'investigation des narrations populaires).

## Publications
- (de) Die zwei Brüder. Eine Studie zur vergleichenden Märchenforschung. Helsinki, 1934 (Folklore Fellows Communications, 114).
- (de) Indogermanische Totenverehrung. 1: Der dreißigste und vierzigste Tag im Totenkult der Indogermanen. Helsinki, 1951 (Folklore Fellows Communications, 140).
- (de) Rosengarten. Recht und Totenkult, Hamburg, 1951.
- (de) Schleswig-holsteinische Volksmärchen. Vol. 1-3. Kiel, 1955/1958/1962.
- (en) Folktales of Germany, Université de Chicago, 1966  (ISBN 978-0226704395)
- (de) Die Welt der einfachen Formen. Studien zur Motiv-, Wort- und Quellenkunde. Berlin/New York, 1978. (Collection d'études)  (ISBN 3-11-007420-6).